# 天鶴座RZ
天鶴座RZ是位於天鶴座的類新星聯星系統，其成員是一顆白矮星和F-型主序星。它的視星等通常是12.3等，偶爾會暗至13.4等。它的互繞軌道週期被認為大約在8.5至10小時（比多數的類新星都長，一般的週期大約3到4小時）。它屬於激變變星次集團的大熊座UX型變星，施主星的物質被吸引到白矮星，在周圍形成吸積盤，維持著在兩顆恆星之外閃耀的亮度。這個系統距離地球大約1,434光年。
最初是在1949年發現為變星並命名為天鶴座RZ，在1980年經由光譜調查發現是一顆激變變星。最初發現它的光譜有氫原子的巴爾末線，認為是一顆炙熱的藍色B型星。如果它真的是一顆B型主序星（距離將遠達35,000光年），它將落在銀河平面之外。研究人員指出，這條發射線出自白矮星周圍的吸積盤，而不是恆星本身。對這個系統所知有限，然而施主星的光譜已被計算出為F5V 。這顆恆星的光譜與新星相似，在爆發後後會恢復平靜，但未曾觀察到其爆發過。美國變星觀測者協會建議觀測它未來的事件，像是可能的新星爆發。